# Абдул Хамид II
Абдул Хамид II (тур. İkinci Abdülhamit, османски турски:عبد الحميد ثانی) (Цариград; 21. септембар 1842 — 10. фебруар 1918), је био 34. султан Османског царства. Владао је од 31. августа 1876. године док није збачен са власти 10. фебруара 1909. године. Био је последњи османски султан који је владао апсолутистички. Познат је под надимком ,,Велики кан" и ,,Црвени султан". На престолу је наследио свога брата, султана Мурата V, који је владао свега 3 месеца. Одмах по наслеђивању престола догодило се неколико важних догађаја, а један од њих јесте изградња Хиџаз железнице која је повезивала Дамаск, Медину, Багдад и Румелију.
За време његове владавине дошло је до значајних губитака територије. Изгубљен је Кипар, Египат, Тунис, Србија, Црна Гора, док је контрола над Босном и Бугарском сасвим изгубљена.

## Младост и долазак на престо
Султан Абдул Хамид II рођен је у среду 21. септембра 1842. године у Топкапи палати, као син султана Абдулмеџида I и Тиримујган султаније, која је преминула када је Абдул Хамид имао свега 10 година. Њега је након тога усвојила валиде султанија Рахиме Пересту. Био је веома умешан столар, а његови радови од дрвета могу се и данас видети у Јилдиз палати. Такође, био је велики љубитељ опере, а чак је и сам први у Османском царству преводио либрета познатих светских оперских комада. Он је и сам био композитор, као и домаћин многим европским извођачима у палати Јилдиз и Османској оперској кући. Абдул Хамид је волео да путује. Он се 1867. године придружио свом стрицу, султану Абдулазизу, на његовој посети Европи, те је посетио Париз, Лондон и Беч, као и друге европске престонице.
На престо је дошао након свргавања његовог брата Мурата V 31. августа 1876. године. Многи су мислили да ће нови султан имати либералне идеале, међутим конзервативци су га видели као веома опасног реформатора.

## Прва уставна ера (1876—1878)
Нови султан није дефинисао никакве планове на свом говору приликом устоличења, мада је радио са Младотурцима на реализацији уставних аранжманима. Ова нова форма створила је простора да се либералном покушају транзиције додају елементи исламa, те је тако пронађен баланс измеђуТанзиматске реформе и религије. Политичка структура реформи није одговарала вековима старој османској политичкој култури, упркос огромном притиску запада на спровођење датих реформи и на усвајање западног система политичког одлучивања. Децембра 26. године 1876. услед устанка у Херцеговини 1875. године, рата са Србијом и Црном Гором, као и брутално угушеног устанка у Бугарској, долази до проглашавања устава и отварања парламента.
Интернационална конференција, која се одржала у Цариграду крајем 1876. године са изненађењем је примила вест о објави устава, али су европске силе нису прихватале устав као значајну промену, пошто им је више одговарао устав из 1856. године, а доведена је у питање чињеница да парламент представља народну вољу.
У сваком случају, реформисање Османског царства показало се као немогуће. Русија је наставила са мобилизацијом трупа за рат. Међутим, све се променило када се британска флота са Мраморног мора приближила главном граду. Почетком 1877. године Османско царство улази у рат са Русијом.

## Дезинтеграција
Султанови највећи страхови постали су јава када је Русија објавила рат Османском царству 24. априла 1877. године. У овом конфликту, Османско царство се борило без помоћи својих европских савезника. Руски канцелар кнез Горчаков Рајхштатски споразум лако је обезбедио неутралност Аустрије. Британско царство је сматрало да Русија угрожава његову доминацију у јужној Азији, али услед негативног става јавног мњења према Османлијама услед бруталности приликом сузбијања буне у Бугарској није ушло у рат против Русије, већ је остало неутрално. Руска победа била је неминовна. Рат се завршио у фебруару 1878. године. Санстефански мир, склопљен крајем рата, поставио је Османлијама врло незгодне услове: Османско царство морало је да призна независност Србије, Црне Горе и Румуније, да аутономију Бугарској, примени реформе у Босни и Херцеговини, као и да Добруџу и делове Јерменије припоји Русији. Након рата са Русијом, султан је укинуо устав и распустио парламент. Наредних 30 година, султан Абдул Хамид II владаће апсолутистички из своје нове резиденције, палате Јилдиз.
Како је Русија лако успоставила доминацију над новоформираним државама, њена моћ у Европи драстично је повећана услед потписивања Санстефанског мира. На инсистирање великих сила, како би се смањио утицај Русије, сазван је Берлински конгрес на коме су измењене појединости Санстефанског мира. Као замену за ове услуге, Кипар је "позајмљен" Великој Британији 1878. године. Било је и невоља у Египту, где су нелојалне кедиве морале да буду смењене. Султанови односи са Ураби-пашом драстично су се погоршали услед британске виртуалне контроле над Суданом и Египтом, која је успостављена интервенцијом британске војске 1882. године, како би се у њима "успоставио ред". Судан, Египат и Кипар биће османске провинције " на папиру" све до 1914. године, када их је Британија званично анексирала као одговор учествовању Османског царства у Првом светском рату на страни Централних сила.
Један од кључних проблема било је албанско питање.
Сједињење Бугарске и источне Румелије 1885. године било је још један у низу тешких удараца нанетих Османској империји. Ставарање независне и моћне Бугарске представљало је велику претњу по Османско царство. Много година султан је морао да се договара са Бугарском, како не би антагонизовао ни руске, а ни немачке жеље.
Крит је добио проширене привилегије, али то није задовољило локално становништво које је желело сједињење с Грчком. Почетком 1897. године послата је грчка експедиција с намером да се уклони османска владавина на Криту. Овај потез довео је до рата између Грчке и Османског царства, из кога је Османско царство изашло као победник. Међутим, Крит је пао у руке Британије, Француске и Русије.

## Осигуравање подршке Немачког царства
Силе антанте и Османско царство били су у веома затегнутим односима. Султан Абдул Хамид II сматрао је да Османско царство заслужује место међу великим европским силама. Он и његов диван сматрали су да је Османско царство модерно и да је то европска империја, која има више муслимана него хришћана. Међутим, њихове акције често су биле осуђиване од стране Европе и котиране као егзотичне и нецивилизоване.
Француско преузимање Туниса 1881. и британско преузимање Египта 1882. године, изазвало је османско окретање ка Немачкој. Немачки цар Вилхелм II два пута је био гост султана Абдул Хамида II у Истанбулу; први пут 21. октобра 1889. године и девет година касније 5. октобра 1898. године (трећи пут га је посетио 1917. године као гост султана Мехмеда V). Немачки официри позивани су да врше реорганизацију османске армије.
Немачки државни званичници су доведени како би реорганизовали османске финансије. Султан Абдул Хамид II покушао је да узде моћи узме у своје руке, те зато није веровао својим министрима. Немачко пријатељство није било несебично; морало је да се подстакне са железницом и концесијом позајмица. Године 1899. одобрена је конструкција пруге Берлин- Багдад, на инсистирање Немачке империје.
Кајзер Вилхелм такође је тражио султанову помоћ за сузбијање побуне кинеских муслимана. Султан је прихватио позив за помоћ, те је послао Енвер-пашу у Пекинг 1901. године, али када је он стигао буна је већ била готова.

## Друга уставна ера 1908.
Национално понижење настало ситуацијом у Македонији, као и незадовољство војске присуством шпијуна и реформатора из палате, довело је до кризе унутар империје.
У лето 1908. године, избила је младотурска револуција, па султан Абдул Хамид капитулирао када је сазнао да трупе из Солуна марширају ка Цариграду. 26. јула 1908. извршена је рестаурација устава из 1876. године. Већ наредног дана укинута је шпијунажа и цензурисање, а сви политички затвореници су пуштени на слободу.
Децембра 17. године 1908. султан је у свом говору приликом отварања парламента казао: „Устав из 1876. године привремено је суспендован како би образовање људи било доведено на висок ниво”.

### Противудар 1909.
Иако је променио своје држање према Младотурцима, то није спасило султана Абдул Хамида II свргавања. 31. марта 1909. године, по налогу парламента, султан Абдул Хамид II је свргнут са власти, а на његово место долази његов брат, султан Мехмед V Решад.
Султанов противудар 1909. године довео је до сукоба конзервативних муслиманских кругова и либералних реформатора из редова Младотурака, који је довео до масакра десетина хиљада јерменских хришћана у провинцији Адана.
Делфа Иванић је тада са мужем Иваном Иванићем становала у Цариграду. О томе је записала да је та контрареволуција Абдул Хамида трајала је пуних 12 дана, почев од 31. марта 1909. Овај 31. март добро је запамтила, јер је у томе њиховом међусобном пушкарању
неколико куршума било залутало у њихову собу, где се она баш тада ту налазила, тако да је имала срећу и избегла смрт. У тој контрареволуцији говорило се тада у Цариграду, да је погинуло око 6.000 официра. Они су присуствовали првом убијању 6.000 младотурских официра, њиховом сахрањивању и ношењу трамвајима на гробље, без сандука и без ичега.

### Свргавање и последице
Бивши султан је осуђен на притвор у Солуну. Године 1912. када је Солун постао део Грчке, његов притвор се наставио у Цариграду. Последње дане проводио је учећи, радећи столарију и пишући мемоаре из Беглербег палате у којој је и преминуо 10. фебруара 1918. године, свега неколико месеци пре свога брата, Мехмеда V. Сахрањен је у Цариграду. Султан Абдул Хамид II био је последњи османски владар који је имао апсолутну власт. Он је 33 године спречавао пад Османског царства. Османско царство је већ увелико носило надимак „болесника Европе”.

## Политичке одлуке и реформе
Многи људи су очекивали од новог султана да ће он имати либерална начела, док су га конзервативци сматрали веома опасним реформатором. Међутим, иако је сарађивао са либералним Младотурцима, Абдул Хамид II је све више постајао конзервативан одмах након ступања на престо. Празна државна каса, устанак у Босни и Херцеговини, рат са Србијом и Црном Гором, крваво гушење устанка у Бугарској били су догађаји који су султана навели да направи неопходне промене унутар царства.
Било је много даљих неуспеха. Због срамне финансијске ситуације, јавни дуг Османског царства морао је да дође под страну контролу. Указом су у децембру 1881. године приходи Османског царства препуштени администрацији за јавни дуг, зарад бенефита, у главном страних, власника обавезница.
Током година, султан је успео да своје министре доведе до нивоа секретара, те је сва управа над администрацијом царства била концентрисана у његовим рукама, у палати Јилдиз. Међутим, неслога у унутрашњости царства није смањена. Крит је био у константном метежу. Грци који су живели под Османлијама били су незадовољни, као и Јермени.
Султаново неповерење према реформаторском адмиралу, који је радио против њега и покушао да поврати устав из 1876. године, изазвало је то да султан нареди да се флота (трећа најјача морнарица на свету) држи закључана у Златном рогу. Као последица те одлуке уследио је губитак османских прекоморских територија у северној Африци, Средоземном мору и Егејском мору за време након његове владавине.
Његово форсирање образовања изазвало је стварање 18 професионалних школа, а 1900. године изграђен је универзитет у Истанбулу. Изградио је систем основних и средњих школа широм Османског царства. За 12 година (1882—1894) изграђена је 51 средња школа. Циљ ових просветних реформи био је сузбијање страног утицаја у Османском царству. Иако су ове школе предавања спроводиле западним методама, њима су у студенте усађивани идеали османског идентитета, исламски морал, а нарочито оданост султану. Приоритет ових реформи јесте да се школство "отоманизује", те да се њиме створи класа студентског грађанства.
Абдул Хамид II је извршио реорганизацију правног система, а успоставио је и систем железница, као и телеграфски систем. Систем телеграфа раширио се у свим крајевима царства. Железнице које су спајале Беч и Истанбул 1883. године, Оријент Експрес, убрзо су спајале Париз и Истанбул, такође. Повећана способност путовања успоставила је знатно чвршће везе између Истанбула и остатка царства, као и много већи утицај Османлија на своје поданике широм империје.

## Породично стабло
|  |                                      |  |  |  |  |  |  |  |  |  |  |  |  |  |  |  |
|  | 2. Абдулмеџид I                      |  |  |  |  |  |  |  |  |  |  |  |  |  |  |  |
|  |                                      |  |  |  |  |  |  |  |  |  |  |  |  |  |  |  |
|  |                                      |  |  |  |  |  |  |  |  |  |  |  |  |  |  |  |
|  | 1. Абдул Хамид II                    |  |  |  |  |  |  |  |  |  |  |  |  |  |  |  |
|  |                                      |  |  |  |  |  |  |  |  |  |  |  |  |  |  |  |
|  |                                      |  |  |  |  |  |  |  |  |  |  |  |  |  |  |  |
|  | 3. Tirimüjgan Sultan, Rahime Perestu |  |  |  |  |  |  |  |  |  |  |  |  |  |  |  |
|  |                                      |  |  |  |  |  |  |  |  |  |  |  |  |  |  |  |
|  |                                      |  |  |  |  |  |  |  |  |  |  |  |  |  |  |  |